# Роанок (племе)
Роаноци су племе Секотана, једног од алгонквинских народа. У време првог сусрета са Енглезима насељавали су територију данашњег округа Дер (острво Роанок и део северноамеричког копна). Као и други Каролиншки Алгонквини говорили су каролиншкоалгонквинским језиком. У време првог сусрета процењено укупно становништво источне Северне Каролине било је 5.000-10.000.

## Историја
Према неким историјским изворима последњи поглавица Роанока био је поглавица Ванчиз, који је 1584. са енглеским колонистима отпутовао у Енглеску. Међутим, нема поузданих доказа да је он стварно био роаночки поглавица, већ је вероватније да је био утицајни члан племена. Племе Кроатоан (или Хатерас) је било један од огранака Роанока.
Престоница им је било насеље Дасамонгпок, које се налазило на западној обали лагуне Кроатан. Дасамонгпок је у енглеским изворима из 16. века поменут као једно од значајнијих насеља.
Многи називи насеља у Северној Каролини изведени су из каролиншкоалгонквинског језика.